# Allen G. Siegler
Allen G. Siegler (Newark, 26 de juny de 1892 - Los Angeles, 21 de setembre de 1960) va ser un director de fotografia estatunidenc. Va acabar intervenir en prop de 200 pel·lícules i episodis de televisió entre 1914 i 1952. Va treballar a Columbia Pictures durant molts anys i va ser un dels primers membres de l'American Society of Cinematographers.
Va començar a treballar com a càmera cap a l'any 1914, treballant desenes de crèdits durant les dècades següents en pel·lícules de directors com Lois Weber i Sam Newfield. Durant la Segona Guerra Mundial, va fer una pausa a Hollywood per servir a la unitat fotogràfica i cinematogràfica de la Reserva de la Marina dels Estats Units.

## Filmografia parcial
- The Broken Coin (1915)
- The Dumb Girl of Portici (1916)
- Shoes (1916)
- Saving the Family Name (1916)
- Idle Wives (1916)
- The Hand That Rocks the Cradle (1917)
- The Price of a Good Time (1917)
- The Doctor and the Woman (1918)
- Danger, Go Slow (1918)
- Modern Love (1918)
- The Scarlet Shadow (1919)
- The Delicious Little Devil (1919)
- What Am I Bid? (1919)
- The Unpainted Woman (1919)
- April Folly (1920)
- The Restless Sex (1920)
- Over the Wire (1921)
- The Truant Husband (1921)
- The Inside of the Cup (1921)
- Kisses (1922)
- The Dangerous Age (1922)
- Slippy McGee (1923)
- A Fool's Awakening (1924)
- The Fighting Sheriff (1925)
- Faint Perfume (1925)
- My Lady's Lips (1925)
- White Thunder (1925)
- The Human Tornado (1925)
- Parisian Love (1925)
- The Other Woman's Story (1925)
- Laddie (1926)
- Breed of the Sea (1926)
- Enemies of Society (1927)
- The Magic Garden (1927)
- Judgment of the Hills (1927)
- Not for Publication (1927)
- The Harvester (1927)
- Driftin' Sands (1928)
- The Big Hop (1928)
- Pointed Heels (1929)
- The Wolf Song (1929)
- L'Énigmatique Monsieur Parkes (1930)
- Sea Legs (1930)
- Take the Heir (1930)
- The Sky Raiders (1931)
- Hell's House (1932)
- Damaged Lives (1933)
- Unknown Valley (1933)
- Meet the Baron (1933)
- Against the Law (1934)
- The Crime of Helen Stanley (1934)
- The Calling of Dan Matthews (1935)
- You May Be Next! (1936)
- Roaming Lady (1936)
- Trapped by Television (1936)
- Blackmailer (1936)
- Killer at Large (1936)
- The Cowboy Star (1936)
- Counterfeit Lady (1936)
- Woman in Distress (1936)
- Trapped (1937)
- Two-Fisted Sheriff (1937)
- The Devil Is Driving (1937)
- Playing the Ponies (1937)
- The Old Wyoming Trail (1937)
- No Time to Marry (1938)
- Tassels in the Air (1938)
- Healthy, Wealthy and Dumb (1938)
- The Main Event (1938)
- Smashing the Spy Ring (1938)
- The Lone Wolf Spy Hunt (1939)
- Beware Spooks! (1939)
- My Son Is a Criminal (1939)
- Romance of the Redwoods (1939)
- Saved by the Belle (1939)
- Behind Prison Gates (1939)
- Five Little Peppers at Home (1940)
- How High Is Up? (1940)
- Military Academy (1940)
- Shadows on the Stairs (1941)
- Strange Alibi (1941)
- Adventure in Washington (1941)
- The Body Disappears (1941)
- Sing While You Dance (1946)
- The Secret of the Whistler (1946)
- The Lone Wolf in Mexico (1947)
- Millie's Daughter (1947)
- Devil Ship (1947)
- All Gummed Up (1947)
- Shivering Sherlocks (1948)
- The Wreck of the Hesperus (1948)
- Pardon My Clutch (1948)
- Port Said (1948)
- Fiddlers Three (1948)
- Inner Sanctum (1948)
- Mummy's Dummies (1948)
- Air Hostess (1949)
- Smuggler's Gold (1951)
- Never Trust a Gambler (1951)
- Merry Mavericks (1951)
- Unknown World (1951)